# 最上川千本だんご
最上川千本だんご（もがみがわせんぼんだんご）は、山形県北村山郡大石田町にある和菓子の店舗。

## 概要
1938年に創業した横丁とうふ店が製造及び販売を始めた団子であり、"豆腐屋が作る団子"として親しまれている。建物内には団子を召し上がる為のスペースも設けられている。最上川千本だんごの店の前を走る山形県道30号大石田畑線を挟んですぐ斜め前に横丁とうふ店も構える。

## 歴史

### 横丁とうふ店
1938年11月に豆腐店である横丁とうふ店が創業した。山形県の内陸部で生産される秘伝豆という枝豆と、日本近海の海水から取出した天然のにがりを材料にし製造している。現在は秘伝大豆もめんとうふ、秘伝大豆おぼろとうふ、秘伝大豆 堅とうふとして、後述の最上川千本だんごの売れ行き好調後も製造・販売を続けている。また、普通の豆腐によく使われる消泡剤は使用せずに作られており、普通の豆腐の倍の手間をかけて製造されている。

### 最上川千本だんごの誕生
元々、団子の販売は横丁とうふ店の副業で始められたものであり、代表を務める五十嵐智志の母親が豆腐製造用の蒸気ボイラーを利用し、お盆や正月などの季節限定商品として販売されていた。かつては大石田だんごという名称で売られていたが、2000年4月に山形市にある大沼で開催された大石田フェアで、1日1,000本の団子の販売を達成した記念に、食の哲学者である磯部晶策により"すぐ固くなるだんご"の品質の意味を見抜いて購入した消費者を讃える意味を込め「最上川千本だんご」と改名され、商品化された。「最上川千本だんご」として店舗も構えられた。現在は7割〜8割の売り上げが最上川千本だんごで占めている。

## 団子の特徴
団子に使用されている米は、店舗のある大石田で収穫されたはえぬきを使用しており、その米を蒸かして搗いたものである。米はその日の気温などを考慮して硬さを加減しながら搗いている。団子には添加物が一切使用されておらず、時間が経つとともにすぐ固くなってしまうことから、早めに召し上がることを呼び掛けている。"明日には硬くなるだんご"というキャッチフレーズも用いられている。このような特質であることから通信販売は行っておらず、持ち帰りも可能だが1度での大量購入には注意が必要である。

## 沿革
- 1958年（昭和33年）11月 - 創業。
- 2000年（平成12年） - 最上川千本だんごに改名し商品化。
- 2005年（平成17年） - 平成17年度日本経済新聞社社長賞受賞[1]。
- 2015年（平成27年） - 最上川千本だんご店舗の駐車場拡張及び屋外トイレ増設[3]。
- 2017年（平成29年） - 食品流通構造改善促進機構主催の「第26回優良経営食料品小売店等表彰事業」で、横丁とうふ店が農林水産省食料産業局長賞を受賞[3]。

## 商品情報
- 最上川千本だんご取扱商品 - だんご（ずんだんだんご、しょうゆだんご、ごまだんご、あんこだんご、焼きだんご）など

## 交通アクセス
- 鉄道
  - JR奥羽本線大石田駅より車で3分、徒歩15分。
- 自動車
  - 山形市より国道13号経由で1時間
  - 山形空港から30分

- 駐車場あり（普通車約40台、大型観光バス2台）

## 周辺
- 最上川
- 大石田大橋
- 大石田町立大石田小学校
- 大石田町立歴史民俗資料館
- 深堀温泉